# Toant (fill de Dionís)
Toant (en grec antic Θόας), segons la mitologia grega, va ser un fill de Dionís (o de Teseu, segons altres versions) i d'Ariadna.
Va néixer a l'illa de Lemnos i era rei de la ciutat de Mirina, de la qual és epònima Mirina, la seva esposa. Amb ella va tenir una filla, Hipsípile, que va tenir un paper en la tradició dels argonautes, ja que va hostatjar Jàson.
Quan les dones de Lemnos van decidir exterminar tots els homes de l'illa a causa d'una maledicció d'Afrodita, Hipsípile va decidir perdonar Toant, i aquest heroi va ser l'únic home en tota l'illa que va sobreviure. Hipsípile li va donar l'espasa amb què ella l'havia de matar i el va portar al temple de Dionís, disfressat. L'endemà el va portar vora el mar vestit com Dionís i damunt del carro ritual de déu, amb l'excusa que l'havia de purificar per les matances de la nit anterior. Toant va aconseguir una barca vella i va arribar a la Tàurida, on va ser rei. Una altra llegenda deia que havia desembarcat a l'illa de Síkinos, una de les Cíclades, que aleshores s'anomenava Ènoe. Una altra versió deia que havia arribat a l'illa de Quios, on regnava el seu germà Enopió.
Hi ha un altre Toant, rei de la Tàurida, en el temps que Ifigènia era la sacerdotessa d'Àrtemis. Aquest personatge de vegades s'identifica amb el Toant de Lemnos, fill de Dionís i d'Ariadna, que hauria trobat asil a la Tàurida quan va fugir de la seva illa. Quan Orestes i Pílades van arribar a la Tàurida, van trobar Ifigènia, però el rei va voler que els nouvinguts fossin sacrificats per ella d'acord amb les lleis establertes. Ella va fugir acompanyada del seu germà Orestes i de Pílades, i Toant sortí a perseguir-los. Arribat a Esmintos, fou mort per Crises, protector dels fugitius.A Toant li atribueix la institució dels sacrificis humans a Àrtemis.